# Anaphyllopsis pinnata
Anaphyllopsis pinnata là một loài thực vật có hoa trong họ Ráy (Araceae). Loài này được A.Hay mô tả khoa học đầu tiên năm 1988 publ. 1989.